# Bläcktjärnen (Gustav Adolfs socken, Värmland)
Bläcktjärnen är en sjö i Hagfors kommun i Värmland och ingår i Göta älvs huvudavrinningsområde. Sjöns area är 0,003 kvadratkilometer och den är belägen 280 meter över havet.